# Indische ichneumon
De Indische ichneumon (Urva edwardsii) is een roofdier uit de familie van mangoesten (Herpestidae). Ze leven in Azië, van Arabië tot Nepal, Pakistan, India en Sri Lanka en ze zijn geïntroduceerd in Hawaï, Jamaica, Cuba en Puerto Rico. Ze worden ongeveer 38 tot 46 cm lang met een staart van 35 cm  en wegen tussen de 0,5 en 4 kg. Hij heeft een lang slank lichaam met relatief korte poten. Hun vacht is zilver en de benen zijn iets donkerder. Hun staartpuntje is donkerrood en ook hun kop is licht roodachtig. Na een draagtijd van 60 tot 65 dagen worden 2 tot 4 jongen geboren. Ze worden gemiddeld 7 jaar oud.
Ze jagen overdag en leven solitair. Ze verblijven vaak rond menselijke woningen en worden ook als huisdier gehouden.
De meeste indische ichneumons voeden zich met diverse gewervelde dieren, zoals kleine zoogdieren, vogels, hagedissen en slangen, maar ook insecten, schorpioenen en andere ongewervelden en vruchten. Hun gevechten met giftige slangen zijn net als bij de Egyptische ichneumon beroemd. Door hun snelheid en behendigheid ontwijken ze de aanvallen van de slangen. Na een tijdje raakt de slang uitgeput en kan de ichneumon de slang gemakkelijk doden met een beet. Ze zijn niet immuun voor het slangengif, maar kunnen wel veel verdragen door hun dikke vacht en hogere verdraagzaamheid van slangengif.